# Premierzy Mongolii

## Chronologiczna lista
| Osoba                                            | Osoba                                            | Osoba   | Kadencja             | Kadencja             | Partia polityczna                                                                |
| #                                                | Imię i Nazwisko                                  | Portret | Od                   | Do                   | Partia polityczna                                                                |
| ------------------------------------------------ | ------------------------------------------------ | ------- | -------------------- | -------------------- | -------------------------------------------------------------------------------- |
| 1                                                | Tögs-Ocziryn Namnansüren (1878–1919)             |         | listopad 1912        | 20 kwietnia 1919     | bezpartyjny                                                                      |
| 2                                                | Gonchigjalzangiin Badamdorj (?–1920)             |         | 1919                 | 2 stycznia 1920      | bezpartyjny                                                                      |
| urząd zniesiony (2 stycznia 1920–15 lutego 1921) |                                                  |         |                      |                      |                                                                                  |
| 3                                                | Sodnomyn Damdinbazar (1874–1923)                 |         | 22 lutego 1921       | maj 1921             | bezpartyjny                                                                      |
| -                                                | Chatan Bator (1877–1927) tymczasowo              |         | 15 lutego 1921       | 13 marca 1921        | bezpartyjny                                                                      |
| 4                                                | Sambadondogiin Cerendordż (1872–1937) tymczasowo |         | maj 1921             | lipiec 1921          | bezpartyjny                                                                      |
| 5                                                | Dambyn Czagdardżaw (1880–1922) tymczasowo        |         | 13 marca 1921        | 16 kwietnia 1921     | Mongolska Partia Ludowa                                                          |
| 6                                                | Dogsomyn Bodoo (1895–1922)                       |         | 16 kwietnia 1921     | 7 stycznia 1922      | Mongolska Partia Ludowa                                                          |
| 7                                                | Sodnomyn Damdinbazar (1874–1923)                 |         | 3 marca 1922         | 23 czerwca 1923      | Mongolska Partia Ludowa                                                          |
| 8                                                | Balingijn Cerendordż (1868–1928)                 |         | 23 czerwca 1923      | 13 lutego 1928       | Mongolska Partia Ludowa (do 1924), Mongolska Partia Ludowo-Rewolucyjna (od 1924) |
| 9                                                | Anandyn Amar (1886–1941)                         |         | 21 lutego 1928       | 27 kwietnia 1930     | Mongolska Partia Ludowo-Rewolucyjna                                              |
| 10                                               | Cengeltijn Dżigdżiddżaw (1894–1933)              |         | 27 kwietnia 1930     | 2 lipca 1932         | Mongolska Partia Ludowo-Rewolucyjna                                              |
| 11                                               | Peldżidijn Genden (1892–1937)                    |         | 2 lipca 1932         | 2 marca 1936         | Mongolska Partia Ludowo-Rewolucyjna                                              |
| (9)                                              | Anandyn Amar (1886–1941)                         |         | 22 marca 1936        | 7 marca 1939         | Mongolska Partia Ludowo-Rewolucyjna                                              |
| 12                                               | Chorlogijn Czojbalsan (1895–1952)                |         | 24 marca 1939        | 26 stycznia 1952     | Mongolska Partia Ludowo-Rewolucyjna                                              |
| 13                                               | Jumdżaagijn Cedenbal (1916–1991)                 |         | 26 stycznia 1952     | 11 czerwca 1974      | Mongolska Partia Ludowo-Rewolucyjna                                              |
| 14                                               | Dżambyn Batmönch (1926–1997)                     |         | 11 czerwca 1974      | 12 grudnia 1984      | Mongolska Partia Ludowo-Rewolucyjna                                              |
| 15                                               | Dumaagijn Sodnom (1933–)                         |         | 12 grudnia 1984      | 21 marca 1990        | Mongolska Partia Ludowo-Rewolucyjna                                              |
| 16                                               | Szarawyn Gungaadordż (1935–)                     |         | 21 marca 1990        | 11 września 1990     | Mongolska Partia Ludowo-Rewolucyjna                                              |
| 17                                               | Daszijn Bjambasüren (1942–)                      |         | 11 września 1990     | 21 lipca 1992        | Mongolska Partia Ludowo-Rewolucyjna                                              |
| 18                                               | Puncagijn Dżasraj (1933–2007)                    |         | 21 lipca 1992        | 19 lipca 1996        | Mongolska Partia Ludowo-Rewolucyjna                                              |
| 19                                               | Mendsajchany Enchsajchan (1955–)                 |         | 19 lipca 1996        | 23 kwietnia 1998     | Partia Demokratyczna                                                             |
| 20                                               | Cachiagijn Elbegdordż (1963–)                    |         | 23 kwietnia 1998     | 9 grudnia 1998       | Partia Demokratyczna                                                             |
| 21                                               | Dżanlawyn Narancacralt (1957–2007)               |         | 9 grudnia 1998       | 22 lipca 1999        | Partia Demokratyczna                                                             |
| -                                                | Njam-Osoryn Tujaa (1958–) tymczasowo             |         | 22 lipca 1999        | 30 lipca 1999        | Partia Demokratyczna                                                             |
| 22                                               | Rinczinnjamyn Amardżargal (1961–)                |         | 30 lipca 1999        | 26 lipca 2000        | Partia Demokratyczna                                                             |
| 23                                               | Nambaryn Enchbajar (1958–)                       |         | 26 lipca 2000        | 20 sierpnia 2004     | Mongolska Partia Ludowo-Rewolucyjna                                              |
| (20)                                             | Cachiagijn Elbegdordż (1963–)                    |         | 20 sierpnia 2004     | 13 stycznia 2006     | Partia Demokratyczna                                                             |
| 24                                               | Mijeegombyn Enchbold (1964–)                     |         | 25 stycznia 2006     | 22 listopada 2007    | Mongolska Partia Ludowo-Rewolucyjna                                              |
| 25                                               | Sandżaagijn Bajar (1956–)                        |         | 22 listopada 2007    | 29 października 2009 | Mongolska Partia Ludowo-Rewolucyjna                                              |
| 26                                               | Süchbaataryn Batbold (1963–)                     |         | 29 października 2009 | 10 sierpnia 2012     | Mongolska Partia Ludowo-Rewolucyjna (do 2010), Mongolska Partia Ludowa (od 2010) |
| 27                                               | Norowyn Altanchujag (1958–)                      |         | 10 sierpnia 2012     | 5 listopada 2014     | Partia Demokratyczna                                                             |
| -                                                | Dendewiin Cerbiszdagwa (1955–) tymczasowo        |         | 5 listopada 2014     | 21 listopada 2014    | Mongolska Partia Ludowa                                                          |
| 28                                               | Czimedijn Sajchanbileg (1969–)                   |         | 21 listopada 2014    | 7 lipca 2016         | Partia Demokratyczna                                                             |
| 29                                               | Dżargaltulgyn Erdenbat (1973–)                   |         | 7 lipca 2016         | 4 października 2017  | Mongolska Partia Ludowa                                                          |
| 30                                               | Uchnaagijn Chürelsüch (1968–)                    |         | 4 października 2017  | 27 stycznia 2021     | Mongolska Partia Ludowa                                                          |
| 31                                               | Luvsannamsrain Oyun-Erdene (1980–)               |         | 27 stycznia 2021     | 13 czerwca 2025      | Mongolska Partia Ludowa                                                          |
| 32                                               | Gombojavyn Zandanshatar (1970–)                  |         | 13 czerwca 2025      | nadal                | Mongolska Partia Ludowa                                                          |